# Un giorno in Europa
Un giorno in Europa è un documentario del 1958, diretto da Emilio Marsili e vincitore del Grand Prix Medaille d'Or al Festival Mondiale di Bruxelles.

## Trama
Il documentario illustra un viaggio attraverso vari Paesi d'Europa occidentale, presentandone non solo paesaggi e monumenti ma anche usi costumi e tradizioni di ogni singola città, tra cui Roma, Milano, Amsterdam, Parigi, passando dalla semplicità degli spazzacamini di Colonia alle più moderne acciaierie tipiche dell'Europa industrializzata.